# Raport RST
Raport RST – w krótkofalarstwie oznaczenie określające jakość (czytelność), siłę i ton lub modulację sygnału odbieranej stacji. Nazwa pochodzi od akronimu słów z języka angielskiego: Readability, Strength, Tone.
Raporty wymienia się w trakcie prowadzonej łączności radiowej. Są one również umieszczane na kartach QSL.
Raport składa się z dwóch lub trzech cyfr (RS, RST lub RSM). Przy emisji fonicznej jest to zwykle raport RS lub RSM.
|              | R                                   | S                          | T                                                      | M                          |
| nazwa polska | czytelność odbioru                  | siła sygnału               | ton                                                    | jakość modulacji           |
| ------------ | ----------------------------------- | -------------------------- | ------------------------------------------------------ | -------------------------- |
| 1            | nieczytelny                         | bardzo słaby               | bardzo chrapliwy ton prądu zmiennego                   | modulacja niezrozumiała    |
| 2            | ledwie czytelny                     | bardzo słaby, ale czytelny | chrapliwy ton prądu zmiennego, bez śladów muzykalności | zła modulacja              |
| 3            | czytelny z dużymi trudnościami      | słaby                      | chrapliwy, niski ton prądu zmiennego, lekko muzykalny  | niewielka jakość modulacji |
| 4            | czytelny z niewielkimi trudnościami | dostatecznie dobry         | nieco chrapliwy ton prądu zmiennego                    | modulacja miernej jakości  |
| 5            | dobrze czytelny                     | dość dobry                 | ton dźwięczny, modulowany składową zmienną             | dobra modulacja            |
| 6            |                                     | dobry                      | ton modulowany, lekko świszczący                       |                            |
| 7            |                                     | umiarkowanie silny         | ton prawie czysty, lekko świszczący                    |                            |
| 8            |                                     | silny                      | ton czysty                                             |                            |
| 9            |                                     | bardzo silny               | bardzo czysty, dźwięczny ton                           |                            |

W przeszłości do raportu opcjonalnie były dodawane sufiksy literowe oznaczające inne cechy sygnału:
X – znaki o tonie stabilnym, podobnym do tonu układów stabilizowanych kwarcem
K – kliksy (trzaski) przy kluczowaniu
C – chirp (piukanie) przy kluczowaniu